# Clathrina helveola
Clathrina helveola is een sponssoort in de taxonomische indeling van de kalksponzen (Calcarea). De spons leeft in de zee en zijn steencel bestaat uit calciumcarbonaat.
De spons behoort tot het geslacht Clathrina en behoort tot de familie Clathrinidae. De wetenschappelijke naam van de soort werd voor het eerst geldig gepubliceerd in 1999 door Wörheide & Hooper.